# Glenwood (Nebraska)
Glenwood – jednostka osadnicza w Stanach Zjednoczonych, w stanie Nebraska, w hrabstwie Buffalo.